# 深川市
深川市（ふかがわし）は、北海道中部（道央地方）に位置し、空知総合振興局に属する市。

## 概要

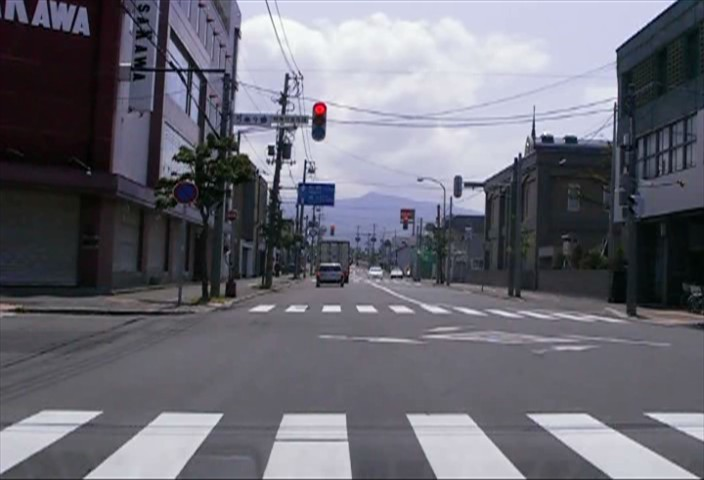
深川市中心市街地

### 地名の由来
市名の由来・成立の経緯は忘れられている。市街地付近はアイヌ語で湧水池を意味する「メㇺ」と呼ばれたが、1890年（明治23年）ごろから「深川」の名が出現している。
一説には、市街の北を流れる大鳳（おおほう）川のアイヌ語名「オオホナイ（ooho-nay）」（深い・川）の意訳とされている。

## 地理

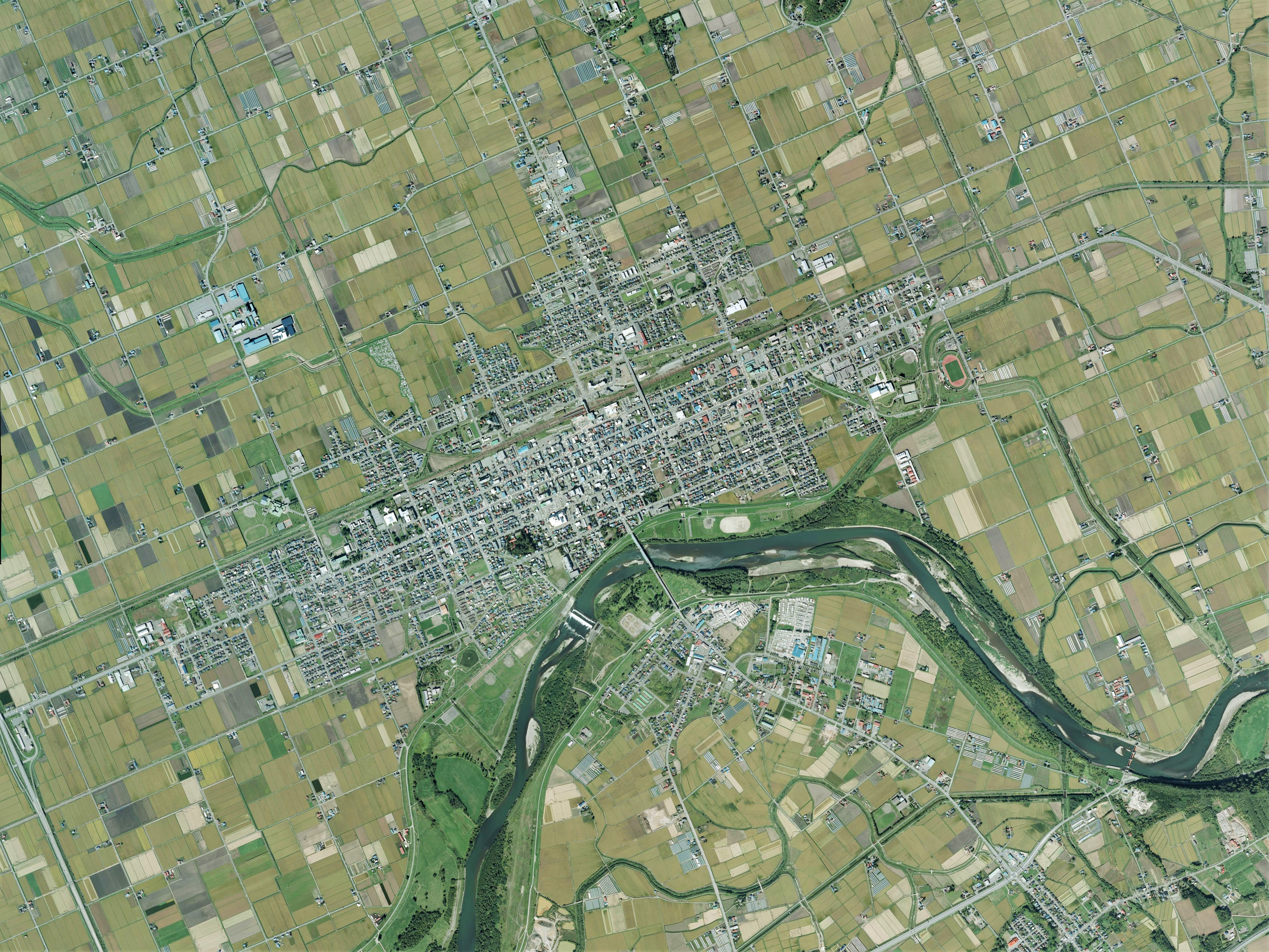
深川市中心部周辺の空中写真。2009年9月27日撮影の8枚を合成作成。
。

石狩平野の最北部に位置する都市。南部を除く三方を山に囲まれた地形。市中心部を東西に石狩川が流れ、その周辺に水田が広がる。また北部の山間部を雨竜川が南流してくるが、市域の平野部には殆ど入らないまま西へ抜ける。
空知総合振興局北部（北空知）における交通の要衝で、多くの鉄道・道路が集積する。

### 気候
気候は、やや内陸的な気候で寒暖の差が大きい。特別豪雪地帯。
- 最寒月平均気温（1月） -7.3℃、最暖月平均気温（8月） 20.6℃、年平均気温　6.8℃[2]
- 極値（1977年 - ）　最高気温 36.1℃（2021年〔令和3年〕8月6日）、最低気温 -29.7℃（1998年〔平成10年〕2月7日）[3]
- 最深積雪（1981年 - ）：158センチ（1987年〔昭和62年〕3月7日）[3]

| 深川（1991年 - 2020年）の気候      | 深川（1991年 - 2020年）の気候 | 深川（1991年 - 2020年）の気候 | 深川（1991年 - 2020年）の気候 | 深川（1991年 - 2020年）の気候 | 深川（1991年 - 2020年）の気候 | 深川（1991年 - 2020年）の気候 | 深川（1991年 - 2020年）の気候 | 深川（1991年 - 2020年）の気候 | 深川（1991年 - 2020年）の気候 | 深川（1991年 - 2020年）の気候 | 深川（1991年 - 2020年）の気候 | 深川（1991年 - 2020年）の気候 | 深川（1991年 - 2020年）の気候 |
| 月                                 | 1月                           | 2月                           | 3月                           | 4月                           | 5月                           | 6月                           | 7月                           | 8月                           | 9月                           | 10月                          | 11月                          | 12月                          | 年                            |
| ---------------------------------- | ----------------------------- | ----------------------------- | ----------------------------- | ----------------------------- | ----------------------------- | ----------------------------- | ----------------------------- | ----------------------------- | ----------------------------- | ----------------------------- | ----------------------------- | ----------------------------- | ----------------------------- |
| 最高気温記録 °C （°F）             | 6.1 (43)                      | 11.4 (52.5)                   | 13.5 (56.3)                   | 25.9 (78.6)                   | 31.9 (89.4)                   | 33.6 (92.5)                   | 35.8 (96.4)                   | 36.1 (97)                     | 33.1 (91.6)                   | 26.7 (80.1)                   | 20.9 (69.6)                   | 13.2 (55.8)                   | 36.1 (97)                     |
| 平均最高気温 °C （°F）             | −3.2 (26.2)                   | −2.0 (28.4)                   | 2.3 (36.1)                    | 10.1 (50.2)                   | 17.6 (63.7)                   | 21.8 (71.2)                   | 25.2 (77.4)                   | 25.8 (78.4)                   | 21.8 (71.2)                   | 15.0 (59)                     | 6.5 (43.7)                    | −0.9 (30.4)                   | 11.7 (53.1)                   |
| 日平均気温 °C （°F）               | −7.3 (18.9)                   | −6.6 (20.1)                   | −2.0 (28.4)                   | 4.8 (40.6)                    | 11.7 (53.1)                   | 16.4 (61.5)                   | 20.1 (68.2)                   | 20.6 (69.1)                   | 16.1 (61)                     | 9.5 (49.1)                    | 2.5 (36.5)                    | −4.3 (24.3)                   | 6.8 (44.2)                    |
| 平均最低気温 °C （°F）             | −13.0 (8.6)                   | −13.0 (8.6)                   | −7.5 (18.5)                   | −0.5 (31.1)                   | 6.3 (43.3)                    | 11.9 (53.4)                   | 16.2 (61.2)                   | 16.4 (61.5)                   | 10.9 (51.6)                   | 4.3 (39.7)                    | −1.5 (29.3)                   | −9.0 (15.8)                   | 1.8 (35.2)                    |
| 最低気温記録 °C （°F）             | −28.9 (−20)                   | −29.7 (−21.5)                 | −26.7 (−16.1)                 | −14.8 (5.4)                   | −3.2 (26.2)                   | 2.6 (36.7)                    | 6.8 (44.2)                    | 7.5 (45.5)                    | 0.7 (33.3)                    | −6.0 (21.2)                   | −18.9 (−2)                    | −28.7 (−19.7)                 | −29.7 (−21.5)                 |
| 降水量 mm （inch）                 | 50.0 (1.969)                  | 39.9 (1.571)                  | 42.7 (1.681)                  | 47.9 (1.886)                  | 67.9 (2.673)                  | 62.1 (2.445)                  | 130.1 (5.122)                 | 147.3 (5.799)                 | 147.0 (5.787)                 | 122.6 (4.827)                 | 111.1 (4.374)                 | 74.4 (2.929)                  | 1,044.2 (41.11)               |
| 降雪量 cm （inch）                 | 243 (95.7)                    | 188 (74)                      | 146 (57.5)                    | 23 (9.1)                      | 0 (0)                         | 0 (0)                         | 0 (0)                         | 0 (0)                         | 0 (0)                         | 1 (0.4)                       | 83 (32.7)                     | 242 (95.3)                    | 929 (365.7)                   |
| 平均降水日数 （≥1.0 mm）           | 16.3                          | 13.6                          | 11.9                          | 11.1                          | 10.7                          | 8.7                           | 10.2                          | 11.1                          | 13.4                          | 15.4                          | 19.2                          | 19.1                          | 160.7                         |
| 平均月間日照時間                   | 73.9                          | 91.1                          | 133.1                         | 162.1                         | 195.7                         | 171.6                         | 166.9                         | 163.3                         | 153.4                         | 127.4                         | 65.3                          | 54.2                          | 1,560                         |
| 出典1：Japan Meteorological Agency |                               |                               |                               |                               |                               |                               |                               |                               |                               |                               |                               |                               |                               |
| 出典2：気象庁                      |                               |                               |                               |                               |                               |                               |                               |                               |                               |                               |                               |                               |                               |

### 地域

#### 住宅団地
- 道営住宅緑町中央団地
- 道営住宅であえーる北光

### 人口
| |                                        |  |
| 深川市と全国の年齢別人口分布（2005年） | 深川市の年齢・男女別人口分布（2005年） |  |
| ■紫色 ― 深川市 ■緑色 ― 日本全国 | ■青色 ― 男性 ■赤色 ― 女性              |  |
| 深川市（に相当する地域）の人口の推移 \| 1970年（昭和45年） \| 38,373人 \| \| \| 1975年（昭和50年） \| 36,000人 \| \| \| 1980年（昭和55年） \| 35,376人 \| \| \| 1985年（昭和60年） \| 33,833人 \| \| \| 1990年（平成2年） \| 30,671人 \| \| \| 1995年（平成7年） \| 28,770人 \| \| \| 2000年（平成12年） \| 27,579人 \| \| \| 2005年（平成17年） \| 25,838人 \| \| \| 2010年（平成22年） \| 23,720人 \| \| \| 2015年（平成27年） \| 21,909人 \| \| \| 2020年（令和2年） \| 20,039人 \| \| |                                        |  |
| 総務省統計局 国勢調査より |                                        |  |
| 1970年（昭和45年） | 38,373人                               |  |
| 1975年（昭和50年） | 36,000人                               |  |
| 1980年（昭和55年） | 35,376人                               |  |
| 1985年（昭和60年） | 33,833人                               |  |
| 1990年（平成2年） | 30,671人                               |  |
| 1995年（平成7年） | 28,770人                               |  |
| 2000年（平成12年） | 27,579人                               |  |
| 2005年（平成17年） | 25,838人                               |  |
| 2010年（平成22年） | 23,720人                               |  |
| 2015年（平成27年） | 21,909人                               |  |
| 2020年（令和2年） | 20,039人                               |  |

### 隣接している自治体
空知総合振興局
- 滝川市
- 赤平市
- 芦別市
- 雨竜郡：妹背牛町、秩父別町、沼田町

上川総合振興局
- 旭川市
- 雨竜郡：幌加内町

留萌振興局
- 留萌郡：小平町

## 歴史

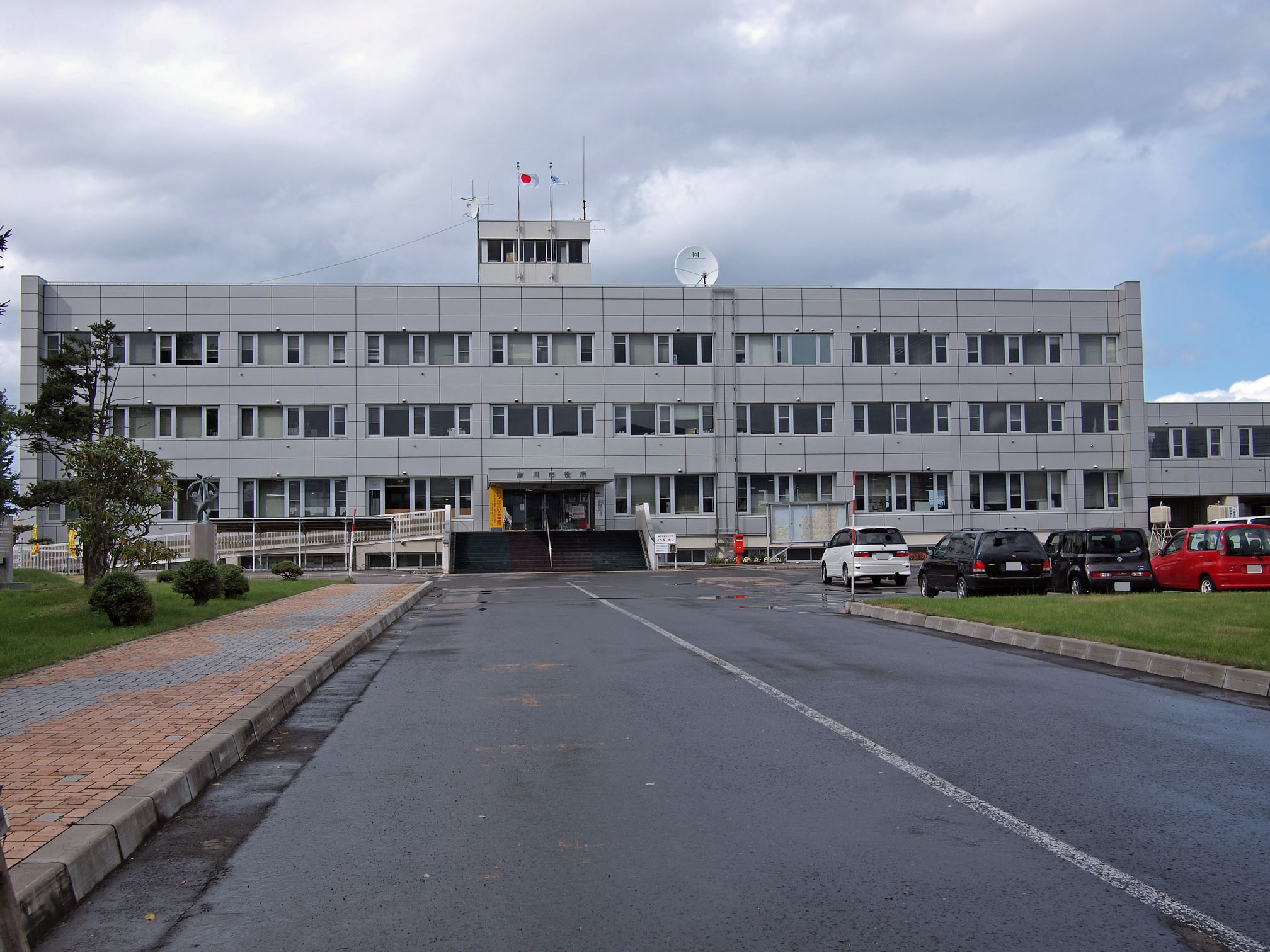
旧深川市役所（2010年）

### 沿革
- 縄文時代のストーンサークルが向陽（こうよう）の稲見山（いなみやま）にある。
- アイヌが暮らしている。旭川市の境に神居古潭
- 1807年（文化4年) - 近藤重蔵が探索する。
- 1857年（安政4年) - 松浦武四郎の探索。「丁巳東西蝦夷山川地理取調日誌」がある。
- 1890年（明治23年） - 華族組合農場に指定。
- 1891年（明治24年） - 道路が開通。
- 1892年（明治25年） - 北海道庁令により現在の幌加内町の一部を含む雨竜川左岸一帯に雨竜郡深川村を設置。三条公爵、蜂須賀侯爵、菊亭侯爵による農場開拓と屯田兵入植を中心に市街地の形成と周辺開拓が進められる。
  - 開拓当初、全道的に小麦をはじめとする畑作が奨励されたが、稲作に取り組む入植者も多く、深川でも1892年（明治25年）に稲の栽培に成功。その後、1896年（明治29年）には水田試作が本格化して土功組合も結成され、1916年（大正5年）に石狩川の水を引く用水路（大正用水）が完成されてからは各地区に水田が広がった[5]。一方、北部の多度志地区（旧多度志町）では水利の整備がすすまず、代わりに除虫菊や食用百合の栽培で栄えた。多度志は道内産ユリ根の発祥地とされる。
- 1898年（明治31年） - 空知太（現・滝川市）から旭川までの鉄道が開通。深川駅と納内駅の開業により駅前を中心に市街地が形成される。同時期に道路整備も進み、道道旭川深川線や道道深川雨竜線が開通するなど交通網の充実により人口も増加していった。
- 1901年（明治34年） - 陸軍が深川、剣淵、旭川等でハマダラカとマラリアの関係を調査。当時流行していた三日熱マラリアの感染源が水田のハマダラカであることを発見。この頃の深川村の戸数3,212戸、人口14,073名に対し年平均700名強の罹患者があった。以後、防除などの対策が進んだため土着のマラリア病原虫は駆逐されている。
- 1902年（明治35年） - 二級町村制施行、その5年後には一級町村制施行。
- 1910年（明治43年） - 日本海の留萌と結ぶ留萌線開業。これにより深川駅は石炭のほか海産物の流通拠点となる。
- 1918年（大正7年） - 深川町が誕生。小学校、病院、銀行、公的機関事務所の設置や、電話の開設・電灯架設などが進む。
- 1941年（昭和16年） - 幌加内を経由して道北の名寄を結ぶ深名線が全線開通。雨竜川域の鉱物や材木運搬などの貨物取り扱い増加。
- 1954年（昭和29年）8月11日 - 昭和天皇、香淳皇后のお召し列車が深川駅に停車。駅前奉迎が行われた[6]。
- 1963年（昭和38年）5月1日 - 当時の深川町・一已村・納内村・音江村の4町村が合併。深川市となる。
- 1970年（昭和45年）4月1日 - 隣接する多度志町を編入。
- 1976年（昭和51年）5月10日 - 深川小売市場で不審火により出火。延焼して25戸が焼失[7]。
- 1978年（昭和53年）9月1日 - 真鍋政之市長が3期目の途中で肺がんのため死去。同月4日には深川市葬が営まれる[8]。
- 1989年（平成元年）9月12日 - 道央自動車道深川IC開通。
- 1992年（平成4年） - 開基100年・市制施行30年を迎える。
- 1998年（平成10年）4月11日 - 深川留萌自動車道深川JCT-深川西IC開通。
- 2003年（平成15年）7月1日 - 道の駅ライスランドふかがわオープン。
- 2004年（平成16年） - いわゆる平成の大合併に向けて隣接する秩父別町、妹背牛町、北竜町、幌加内町との広域合併を目指すべく「北空知一市四町合併協議会」（法定協）を設けたが、合併推進は深川市のみで、残る4町が揃って合併を拒否したため、2005年（平成17年）1月に協議会は解散。
- 2006年（平成18年）12月 - 市内の公共工事をめぐる官製談合が発覚し、市長などが逮捕される。（深川官製談合事件）
- 2007年（平成19年）1月 - 前市長の逮捕辞職にともなう出直し市長選で、元衆議院議員の山下貴史が当選。
- 2023年（令和5年）
  - 8月3日 - 集中豪雨により雨竜川が氾濫。多度志地内の農地が浸水する被害[9]。多度志地内では翌2024年（令和6年）7月にも浸水する被害[10]。
  - 10月10日 - 深川市役所新庁舎での業務を開始[11]。

## 政治

### 行政

#### 市長
- 市長：田中昌幸（2023年1月21日就任、1期目）

### 議会

#### 市議会
- 議会：定数14[12]

## 国家機関等

### 法務省
検察庁
- 旭川地方検察庁（本庁、深川区検察庁・深川市・雨竜郡）

### 裁判所
- 旭川地方裁判所
- 旭川家庭裁判所深川出張所
- 深川簡易裁判所

### 財務省
国税庁
- 深川税務署

### 農林水産省
空知森林管理署北空知支署
- 深川森林事務所

### 厚生労働省
北海道労働局
- ハローワーク深川

### 国土交通省
北海道開発局札幌開発建設部
- 深川道路事務所
- 深川農業事務所

### 北海道
空知総合振興局
- 深川道税事務所
- 深川保健所
- 北部耕地出張所
- 空知農業改良普及センター北空知支所
- 札幌建設管理部深川出張所

## 施設

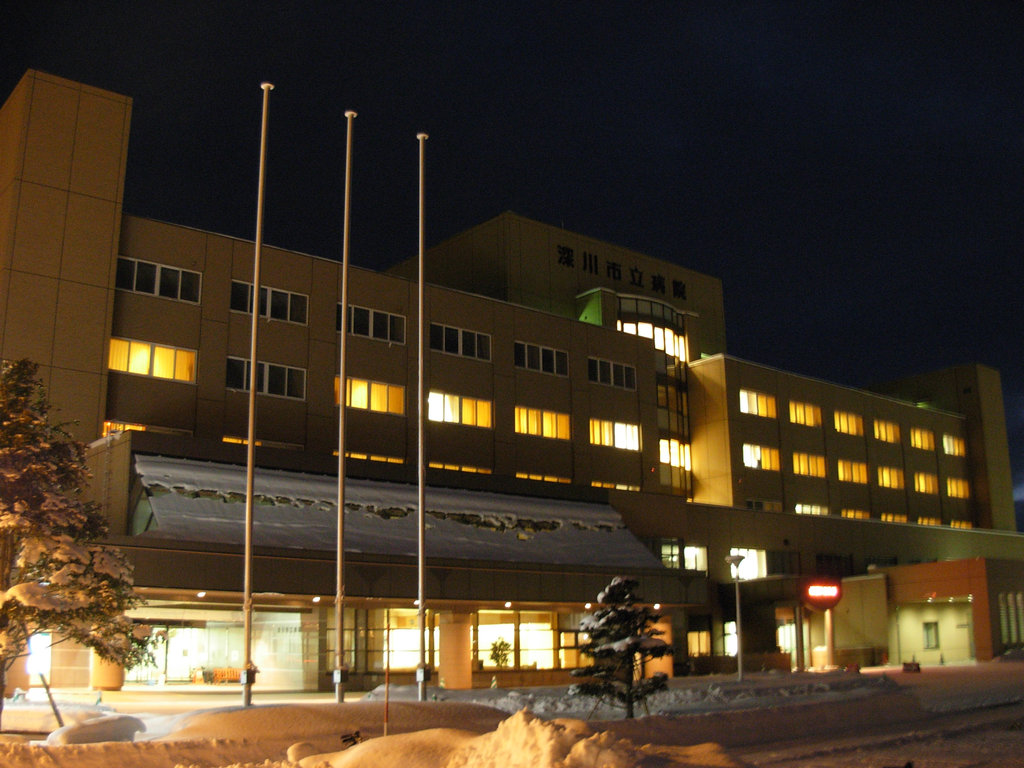
深川市立病院

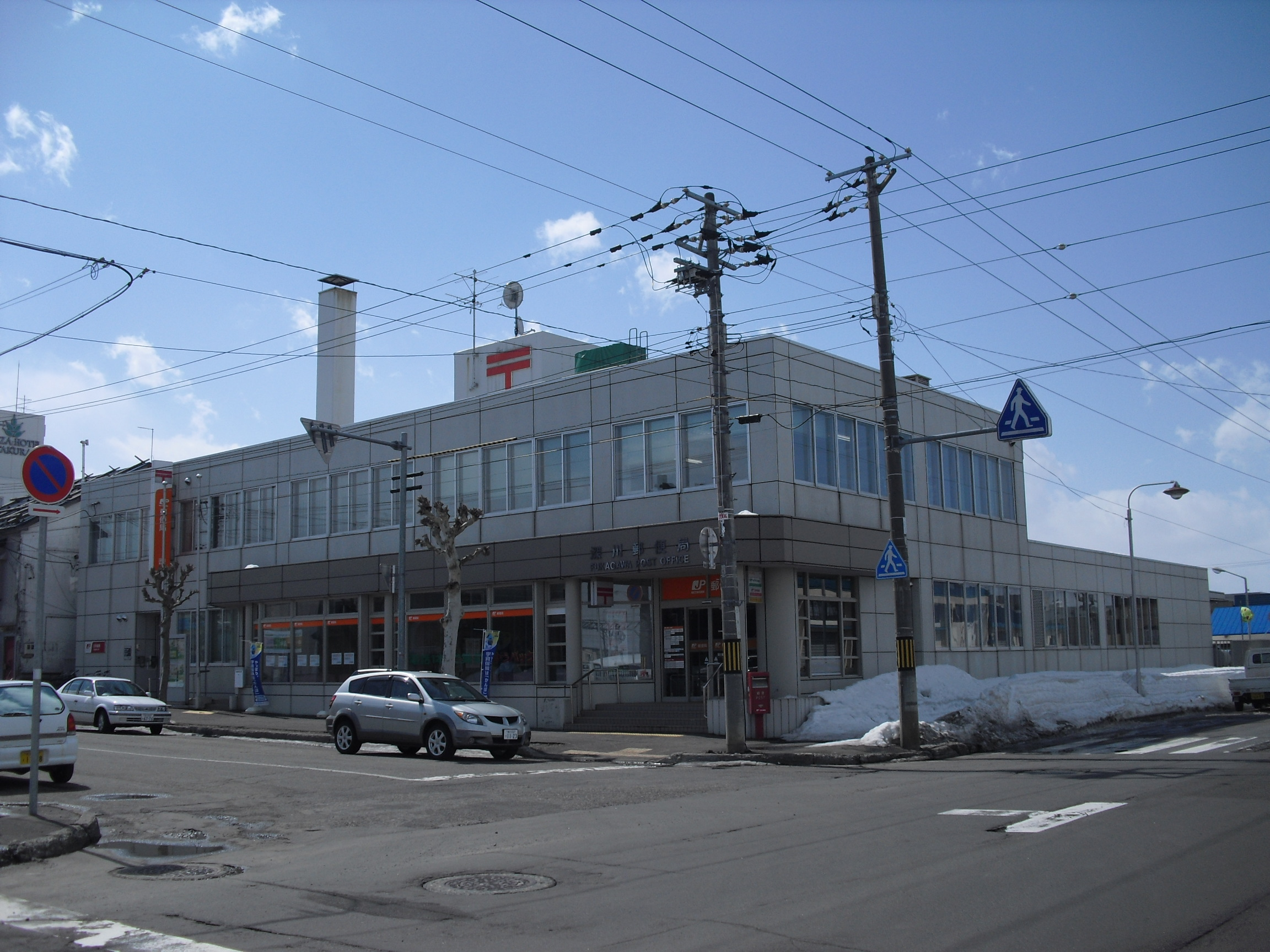
深川郵便局

### 警察
本部
- 北海道警察旭川方面本部

警察署
- 深川警察署

### 消防
本部
- 深川地区消防組合消防本部（深川市・妹背牛町・秩父別町・北竜町・沼田町・幌加内町）

消防署
- 深川消防署

### 医療
主な病院
- 東ヶ丘病院
- 深川市立病院 - 第二次救急医療機関指定
- 深川第一病院
- 北海道中央病院
- 吉本病院

### 郵便局
主な郵便局
- 深川郵便局（集配局）
- 納内郵便局
- 更進郵便局
- 音江郵便局
- 多度志郵便局

## 対外関係

### 姉妹都市･提携都市

#### 海外
姉妹都市
- アボッツフォード市（カナダ連邦 ブリティッシュコロンビア州）
1998年（平成10年）9月13日 - 姉妹都市提携

## 経済

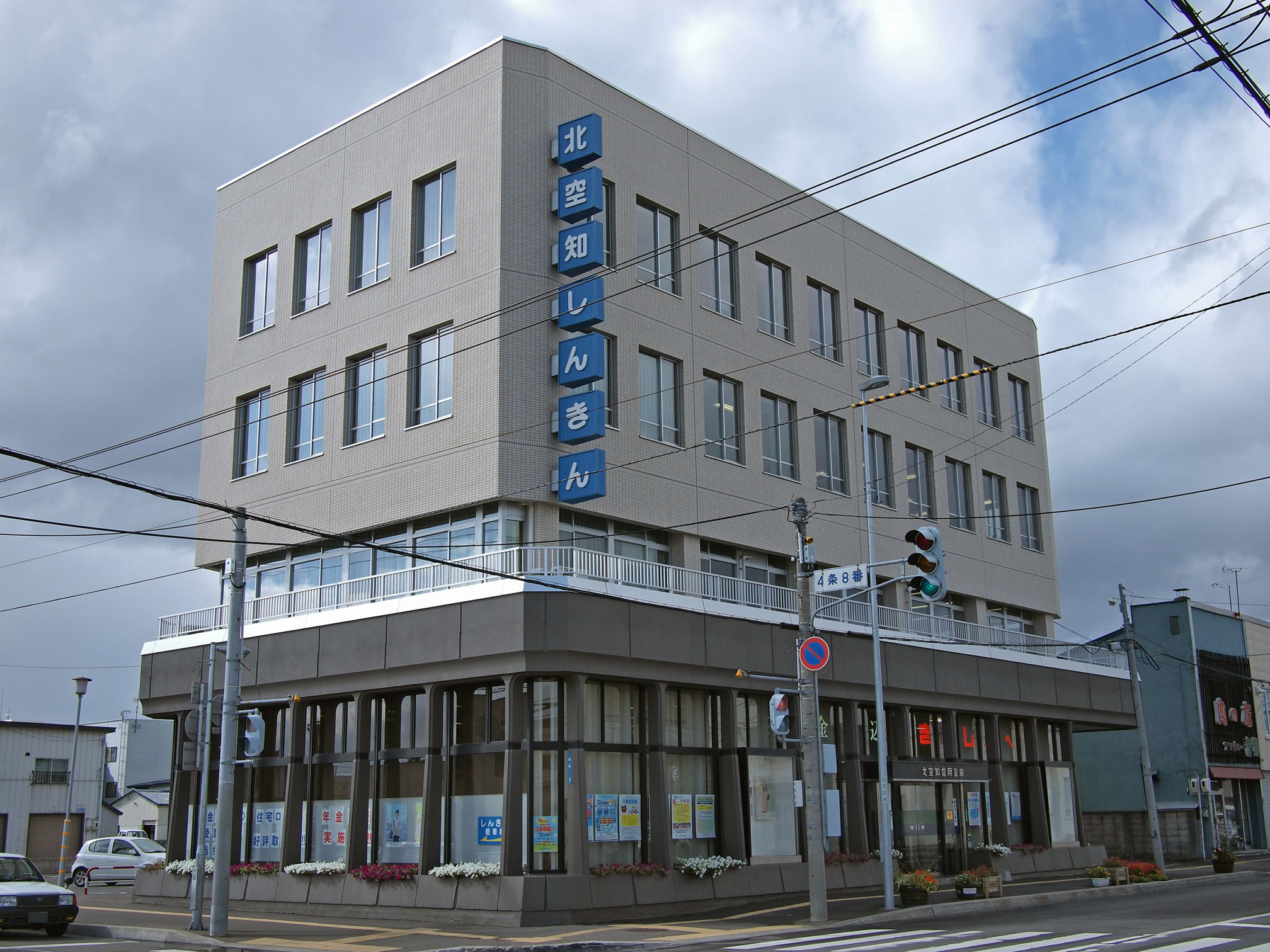
北空知信用金庫本店

- 米作がほとんど。転作として、隣接する旭川市・幌加内町とともにソバの生産が盛んでソバの生産量は国内第2位となっている。また、胡瓜、メロン、長いもを含む園芸作もある。深川市周辺域は森林も大きく、林業もある。

### 農業
農業
- ソバ
- キュウリ
- メロン
- 長いも

農協
- きたそらち農業協同組合（JAきたそらち）
- 北海道農業共済組合（NOSAI北海道）
  - 道央統括センター、北空知支所、北空知家畜診療所

### 物流
- ヤマト運輸：道北主管支店北海道深川センター
- 佐川急便：深川営業所
- 日本通運：旭川支店（鷹栖町）

### 金融機関
- 北空知信用金庫 本店
- 北洋銀行深川支店

### 深川市に拠点を置く主な企業
- 深川油脂工業株式会社
- ヒロノ株式会社・ヒロノグループ
- 株式会社ホッコン

## 情報･通信
NHKの放送対象地域として、空知総合振興局管内は基本的に札幌放送局のエリアであるが、深川市をはじめとする北空知地区は旭川放送局のエリアとなっている。後述の深川中継局も旭川中継局の電波を発射している。

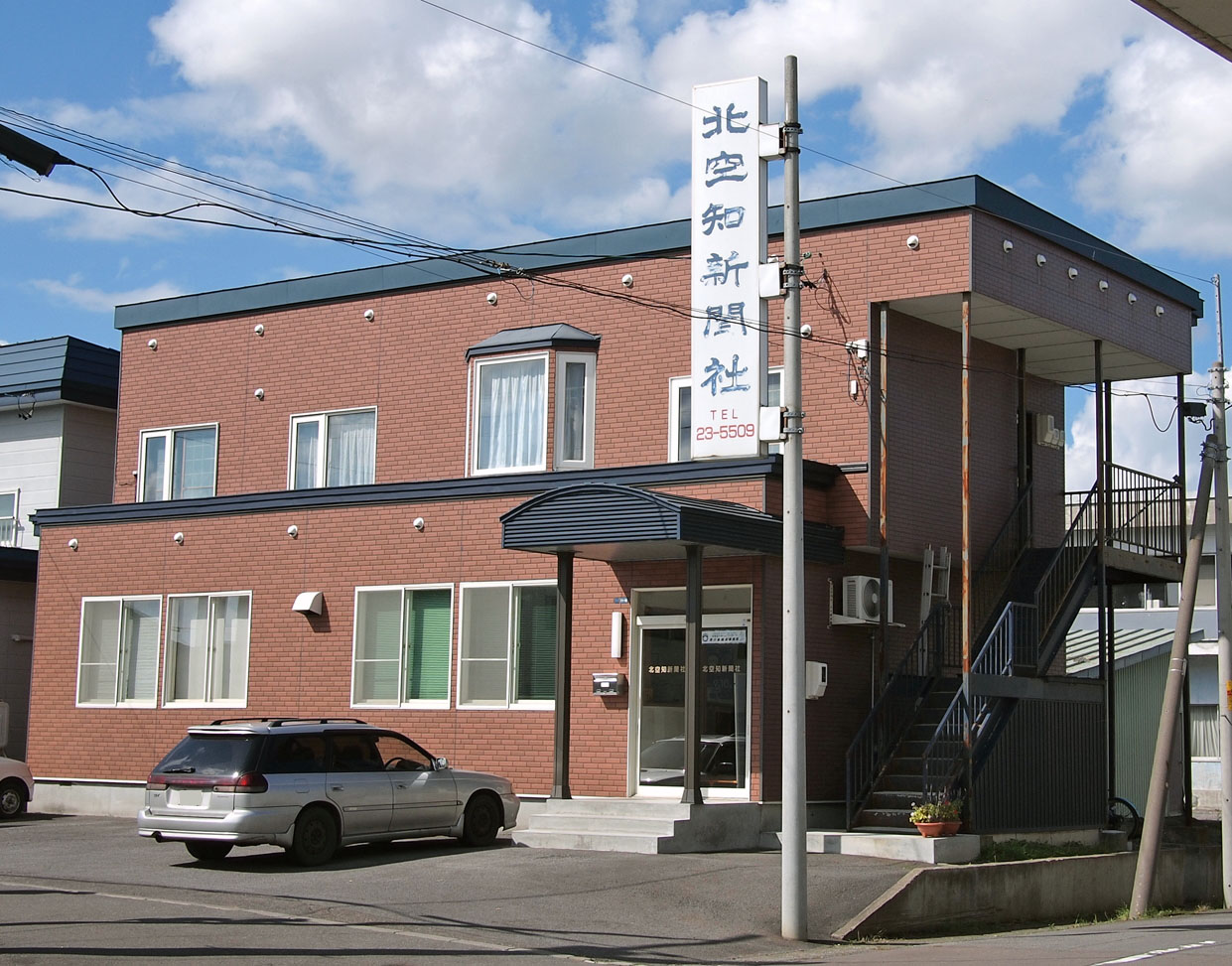
北空知新聞社

### マスメディア

#### 新聞社
- 北空知新聞社
- 北海道新聞社深川支局

#### 中継局
- 深川中継局（テレビ（NHK・民放）及びFM（NHKのみ））

## 教育

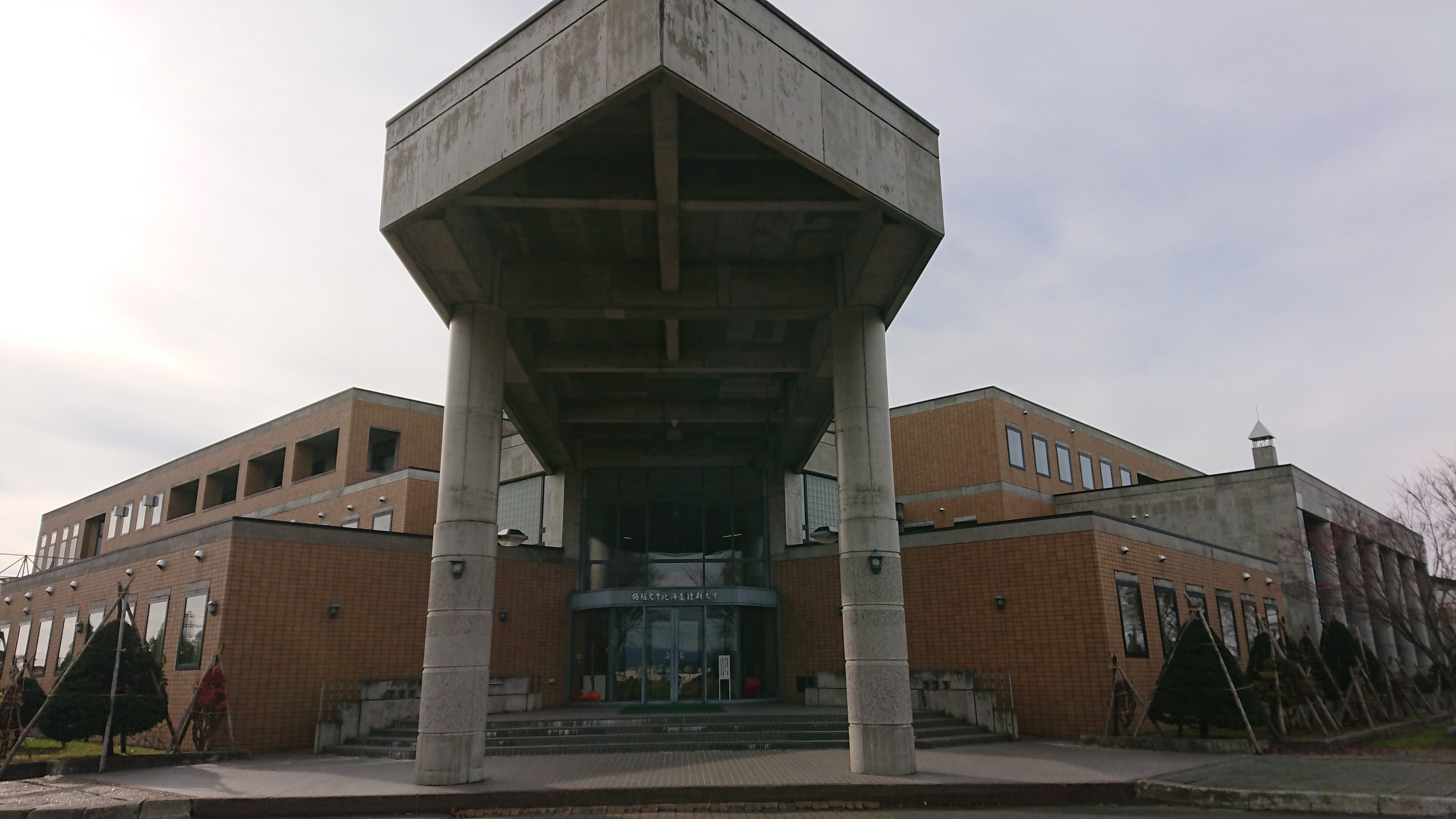
拓殖大学北海道短期大学

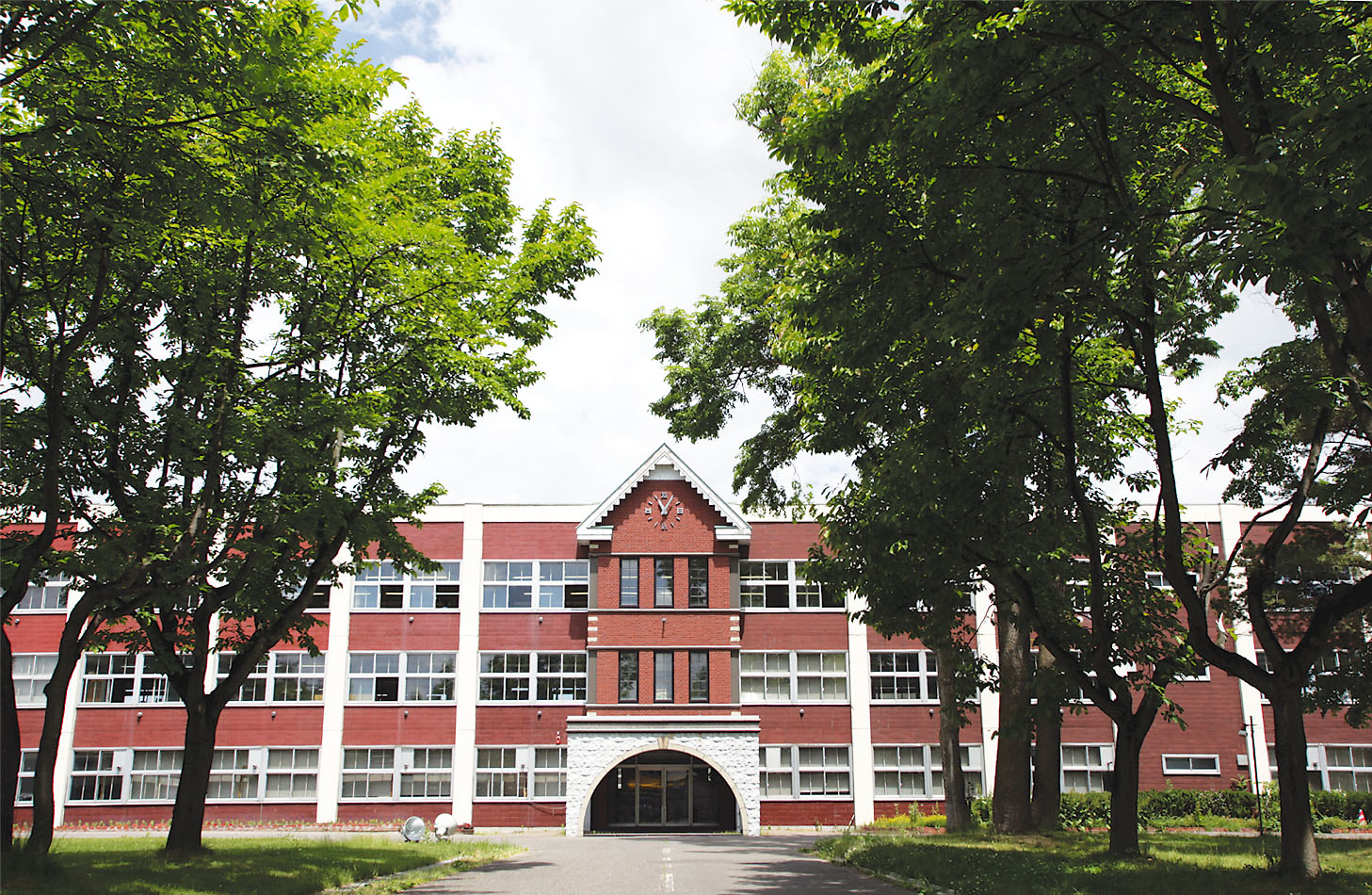
クラーク記念国際高等学校

### 短期大学
- 拓殖大学北海道短期大学

### 専修学校
- 深川市立高等看護学院
- 深川医師会准看護学院

### 高等学校
道立
- 深川西高等学校
- 深川東高等学校（2005年4月に深川東商業高等学校と深川農業高等学校が統合）

通信
- クラーク記念国際高等学校

### 中学校
市立
- 深川市立深川中学校
- 深川市立一已中学校

### 小学校
市立
- 深川市立深川小学校
- 深川市立一已小学校
- 深川市立北新小学校
- 深川市立納内小学校
- 深川市立音江小学校
- 深川市立多度志小学校

## 交通

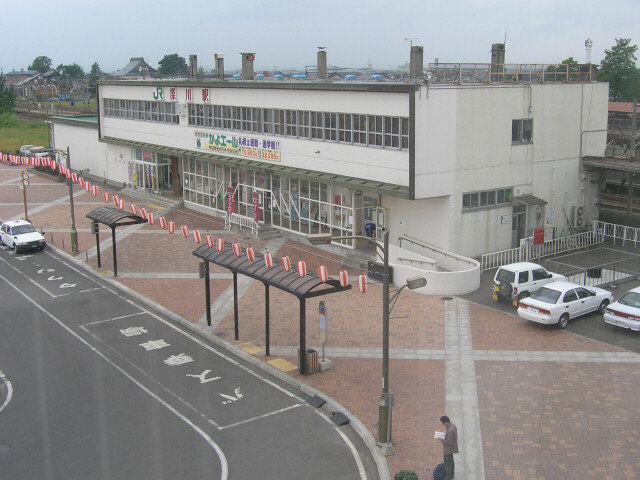
深川駅

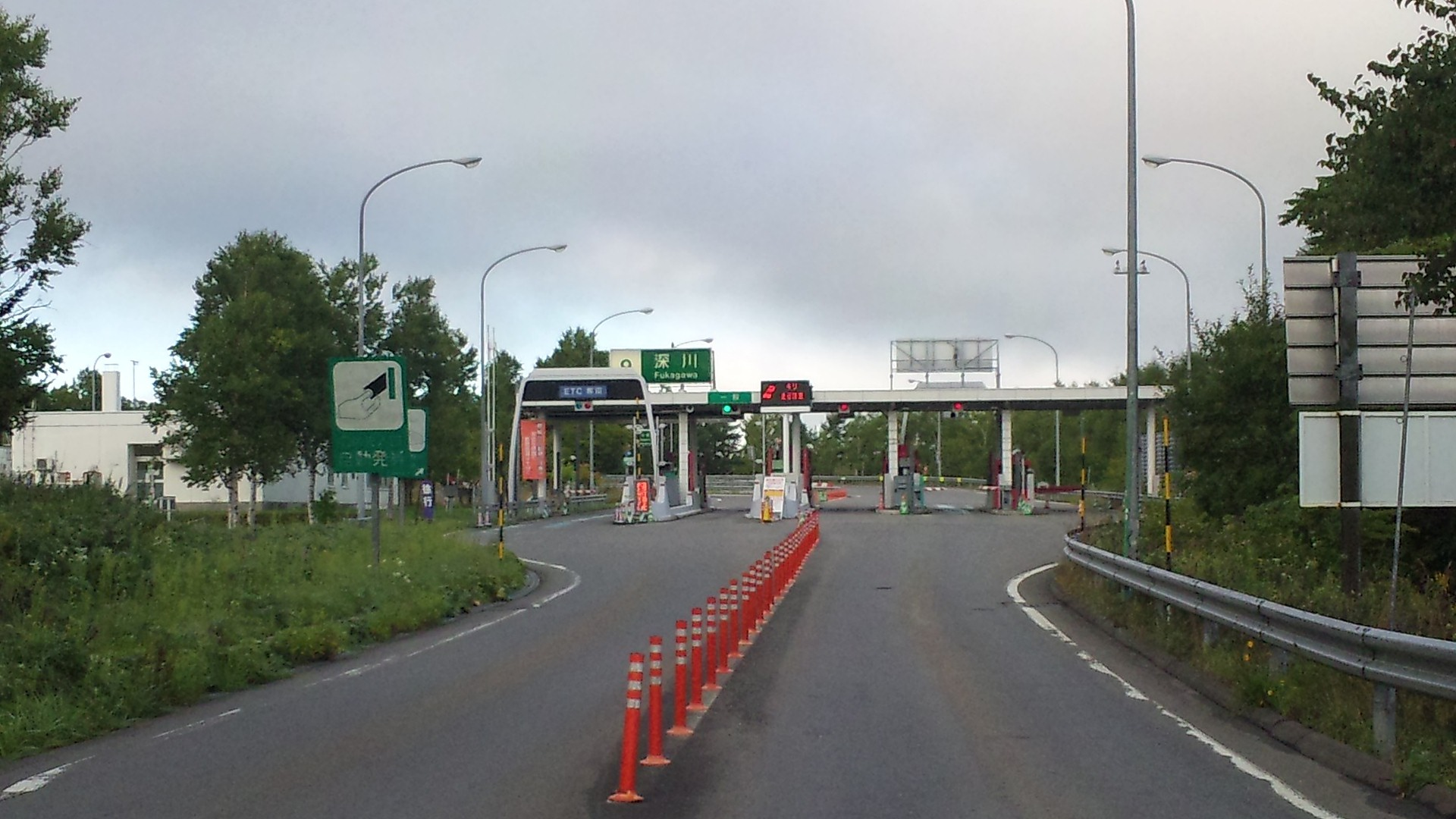
深川IC

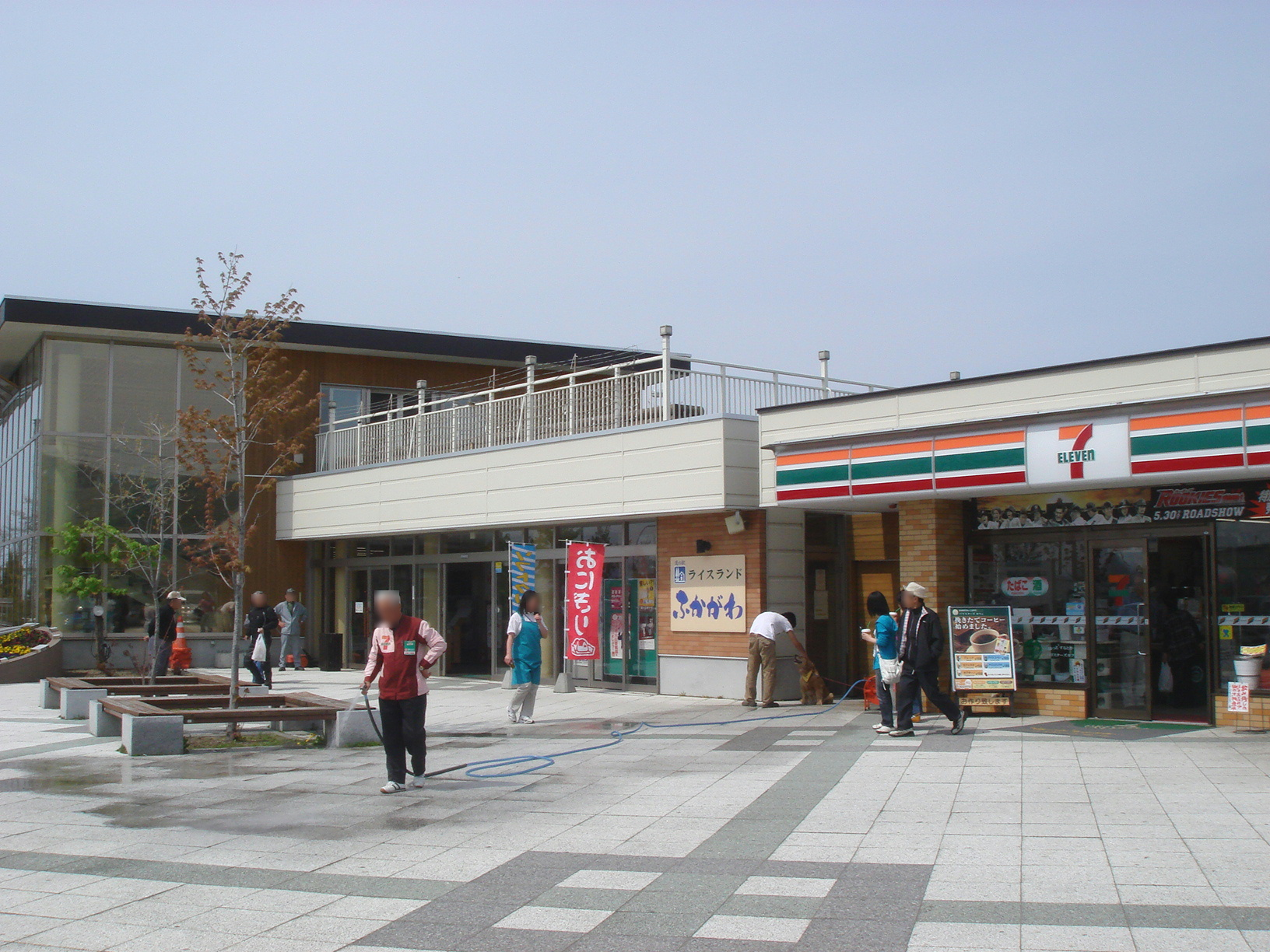
道の駅ライスランドふかがわ

### 鉄道
北海道旅客鉄道（JR北海道）
- 函館本線 : 深川駅 - 納内駅
- 留萌本線 : 深川駅 - 北一已駅

かつては深名線が通っていた（1995年廃止）。現在はバスに転換されている（後述）。

### バス
以下の事業者が路線バスを運行する。
- 空知中央バス（深川営業所を設置） - 市内路線および近郊路線
- 北海道中央バス - 高速るもい号、道央自動車道「高速納内」（高速あさひかわ号等）[14]
- ジェイ・アール北海道バス（深川営業所を設置） - 深名線
- 道北バス・沿岸バス - 留萌旭川線

### タクシー
- 深川ハイヤー
- 音江ハイヤー
- 新星ハイヤー

### 道路

#### 高速道路
- E5 道央自動車道（深川JCT・深川IC）
- E62 深川留萌自動車道（深川JCT・深川西IC）

#### 国道
| - 国道12号 | - 国道233号 | - 国道275号 |

#### 道道
| - 北海道道4号旭川芦別線 - 北海道道47号深川雨竜線 - 北海道道57号旭川深川線 - 北海道道79号深川豊里線 - 北海道道94号増毛稲田線 | - 北海道道98号旭川多度志線 - 北海道道281号深川多度志線 - 北海道道284号深川停車場線 - 北海道道429号多度志停車場線 | - 北海道道693号鷹泊鷹泊停車場線 - 北海道道875号多度志一已線 - 北海道道916号湯内内園線 - 北海道道920号幌内湯内線 |

#### 道の駅
- ライスランドふかがわ

## 観光

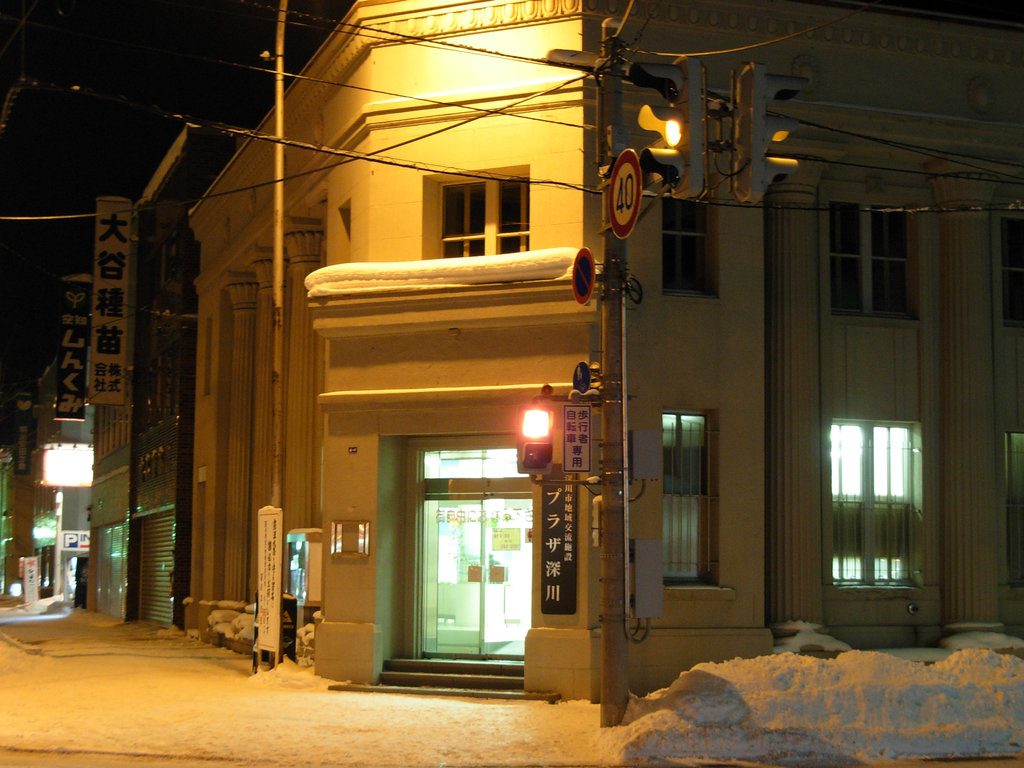
旧北海道拓殖銀行深川営業所

### 文化財

#### 史跡
- 音江環状列石

#### 市指定
市指定史跡
- 監的壕
- 先住民族の竪穴住居跡
- 音江法華駅逓所跡
- 屯田歩兵第1大隊本部跡 - 教円寺境内
- 深川市水稲発祥の地

市指定文化財
- メム神社本殿 - 市指定有形文化財、「芽生神社」
- 屯田兵屋 - 市指定有形文化財
- 旧鷲田農場事務所 - 市指定有形文化財
- 多度志獅子舞 - 深川市指定無形文化財、多度志獅子舞保存会、多度志神社
- 納内町猩々獅子舞 - 深川市指定無形文化財、納内町猩々獅子舞保存会、納内神社
- 猩々獅子五段くずし舞 - 深川市指定無形文化財、猩々獅子五段くずし舞保存会、大国神社

### 観光スポット
- 音43号線（旧国道）銀杏並木
- 戸外炉峠駐車公園
- 国見峠
- アートホール東洲館
- 向陽館（旧向陽小学校。画家高橋要の作品を展示、アトリエも併設）
- 深川市桜山公園（旧桜山遊園地・桜山レジャーランド）
- アグリ工房まあぶ（冷鉱泉、宿泊施設、コテージ等）
- イルムの丘・聖マーガレット教会（結婚式場）
- 深川夏まつり（石狩川河畔での花火大会が中心）
- 石狩山真言寺（北海道三十三観音霊場十三番札所）
- 遍照山丸山寺（北海道三十三観音霊場十四番札所）
- 旧北海道拓殖銀行深川営業所

## 文化･名物

### 名産･特産
- ウロコダンゴ
- 深川そばめし

## 出身･関連著名人

### 出身著名人
- 五十嵐冬樹（元騎手・現調教師・ホッカイドウ競馬所属）
- 石黒達昌（作家・医師）
- 石水幸安（実業家・石屋製菓創業者、旧一已村）
- 大西晴樹（元明治学院学院長、元明治学院大学学長、東北学院院長、東北学院大学学長）
- 小川東洲（書家）
- 香川良介（俳優、生まれは佐賀県）
- 加藤理絵（バレーボール選手）
- 木下博勝（医師・女子プロレスラージャガー横田の夫）
- 児島仁（元NTT社長）
- 金剛正裕（大相撲元関脇、旧音江村）
- 櫻井陽夏（アイドル、SUPER☆GiRLS第6期メンバー、本名・櫻井穂夏）
- 佐藤和正（ノンフィクション作家）
- 島太星（タレント、NORD、Love Harmony's inc.）
- 林翔太郎（バスケットボール選手、滋賀レイクスターズ→茨城ロボッツ）
- 資延敏雄（高野山真言宗管長、総本山金剛峯寺座主、旭川・金峰寺住職）
- 谷内友美（声優・舞台女優）
- 塚田タカヤ（フォークシンガー）
- dj honda（DJ・トラック・メイカー）
- 東原俊郎（太陽グループ社長）
- 藤井松太郎（日本国有鉄道第7代総裁、旧一已村）
- 藤岡喜久男（歴史学者）
- 松島正幸（画家、旧一已村）
- 松山照夫（俳優）
- 安田祐子（画家）
- 山田吾一（俳優）
- 唯是震一（作曲家）

### 関連人物
- 音尾琢真（俳優、タレント、TEAM NACS） - 旭川市生まれ。生まてまもなく、深川に引っ越し、小学生に入る頃まで暮らした[15]。
- 東国幹（あずまくによし）（政治家、衆議院議員）風連町（名寄市風連町）生まれ。中学、高校と暮らしていた。